# 루벤 카스트로
 루벤 카스트로 마르틴(스페인어: Rubén Castro Martín, 1981년 6월 27일, 스페인 라스팔마스 ~ )는 스페인의 축구선수이다. 포지션은 스트라이커, 윙어이며, 현재 말라가 CF에서 활약하고 있다.